# Abelshof

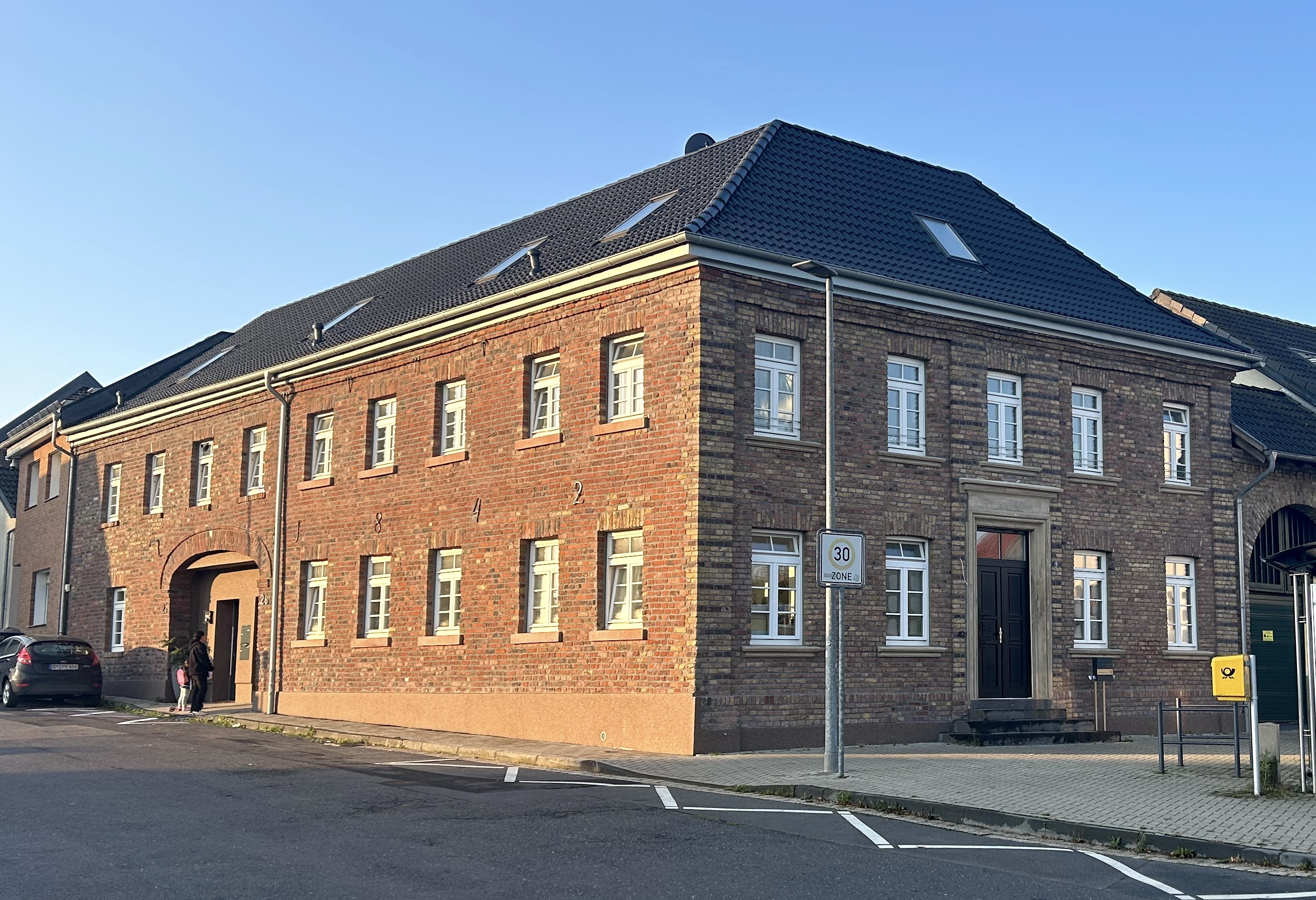
Abelshof (2024)

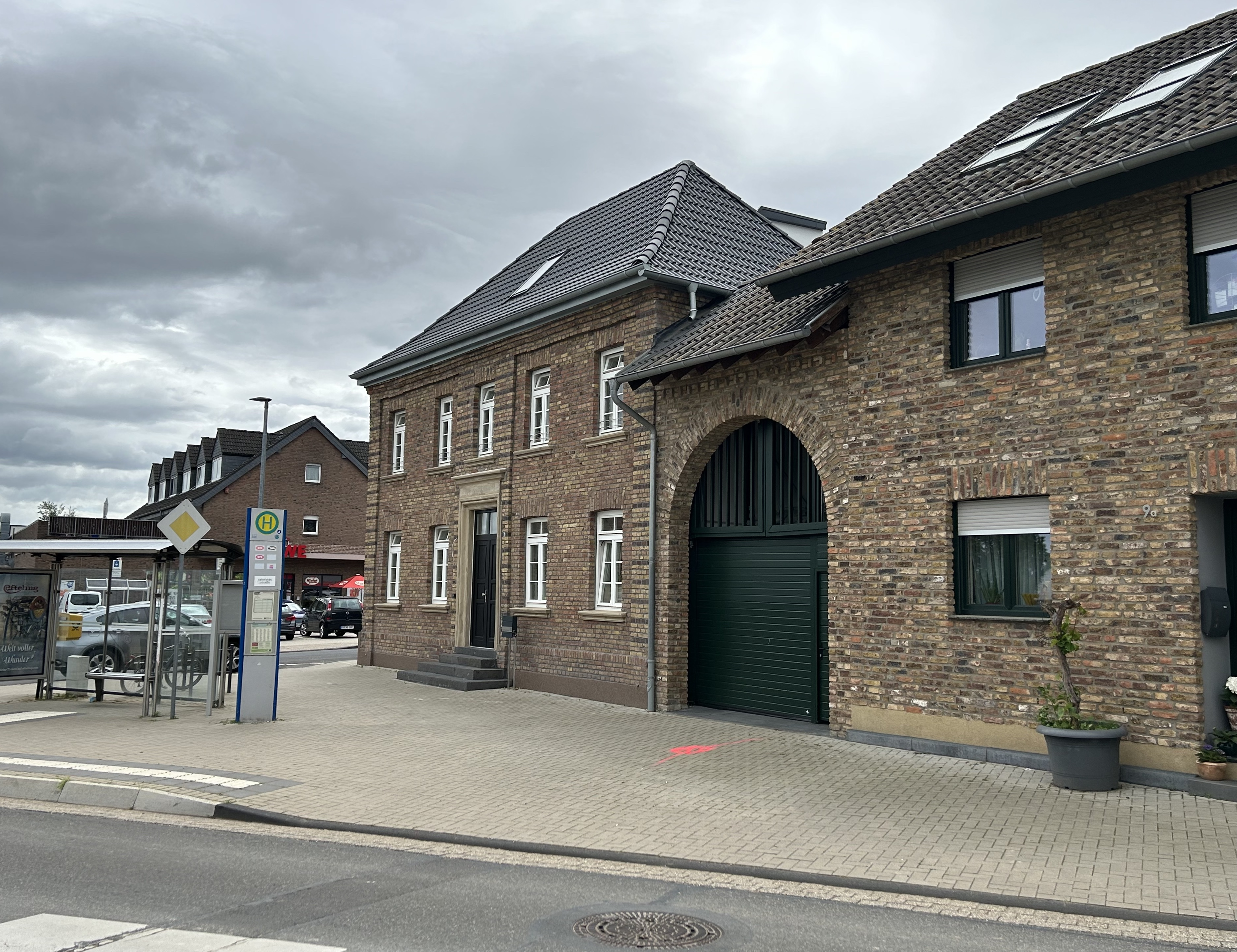
Abelshof (2024)

Der Abelshof ist eine teilweise denkmalgeschützte ehemalige Hofanlage in Erp, einem Ortsteil von Erftstadt. Das vormals stark verfallene Hauptgebäude wurde über mehrere Jahre saniert und wird seit 2024 als Wohngebäude benutzt.

## Beschreibung
Der Abelshof bestand ursprünglich aus mehreren Häusern, die einen gemeinsamen Innenhof umstanden und von denen nur noch das Haupthaus und einige Mauerreste vorhanden sind. Das Hauptgebäude ist ein zweigeschossiges Backsteinwohnhaus mit Walmdach an der Straßenecke der Luxemburger Straße zur Steinfelder Straße. Es hat einen Eingang an der Luxemburger Straße sowie einen weiteren an der Steinfelder Straße. Eine rundbogige überdachte Durchfahrt verbindet das Haus an der Luxemburger Straße mit einem neu erbauten Wohnhaus. An der Steinfelder Straße ist das Jahr der Erbauung 1842 durch Ankerzahlen datiert. Die Fenster sind an beiden Seiten bis zur Tordurchfahrt und an der Steinfelder Straße gleichmäßig aufgereiht.
Durch die Sanierung des Gebäudes wurden die Fenster wieder baulich in einen Zustand gebracht, der dem historischen Vorbild entspricht. Auch die zugemauerte Tordurchfahrt an der Steinfelder Straße wurde wieder geöffnet und durch einen zweiten Eingang ersetzt. Der gesamte innere Bereich des Gebäudes wurde durch von außen nicht sichtbare Neubauten ersetzt.

## Geschichte
Der Abelshof wurde 1842 gebaut. Nach einer mündlichen Überlieferung war der Hof ursprünglich Teil eines größeren historischen Hofes, des Bottenbroichhofs. Dieser wurde von den Brüdern Michael und Josef Ismar zusammen mit etwa 800 Morgen Land ersteigert. Auf dem Hof verunglückte der Sohn von Michael Ismar. Zu seinem Gedenken wurde 1925 ein Wegekreuz vor dem heutigen Haupthaus des Abelshofs aufgestellt.
Nach dem Tod von Michael Ismar wurde der ehemalige Bottenbroichhof in den Hof Fuhs und den späteren Abelshof geteilt. Die Tochter Katharina heiratete einen Mann aus Kerpen mit dem Namen Klosterhalven und zog in das Haupthaus, über der Tür befindet sich eine entsprechende Inschrift. Nach dem Tod ihres Mannes heiratete Katharina erneut, diesmal Matthias Abels aus Niederembt, nach dem der Hof benannt wurde. Der Sohn Gustav Abels übernahm den Hof und heiratete Edonie Lammerty aus Belgien, seine Eltern kauften eine Gastwirtschaft in der Hochstraße in Erp und zogen dort ein. Der Hof wurde in der Vergangenheit als Wohnhaus sowie zu landwirtschaftlichen Zwecken genutzt, zudem befand sich hier zu Beginn des 20. Jahrhunderts ein „Colonialwarengeschäft“. Das kinderlose Paar Gustav und Edonie Abels adoptierte einen 1927 geborenen Jungen, den sie ebenfalls Gustav nannten und von dem die benannte mündliche Überlieferung zur Geschichte des Hofes stammte.
Während des Zweiten Weltkriegs wurden die Stallungen des Gebäudes bei einem Fliegerangriff zerstört, auch das Geschäft gab es nach dem Krieg nicht mehr. 1999 wurde das Kreuz auf die Grünanlage gegenüber vom Hof an der Ecke Luxemburger Straße und Flussstraße versetzt.

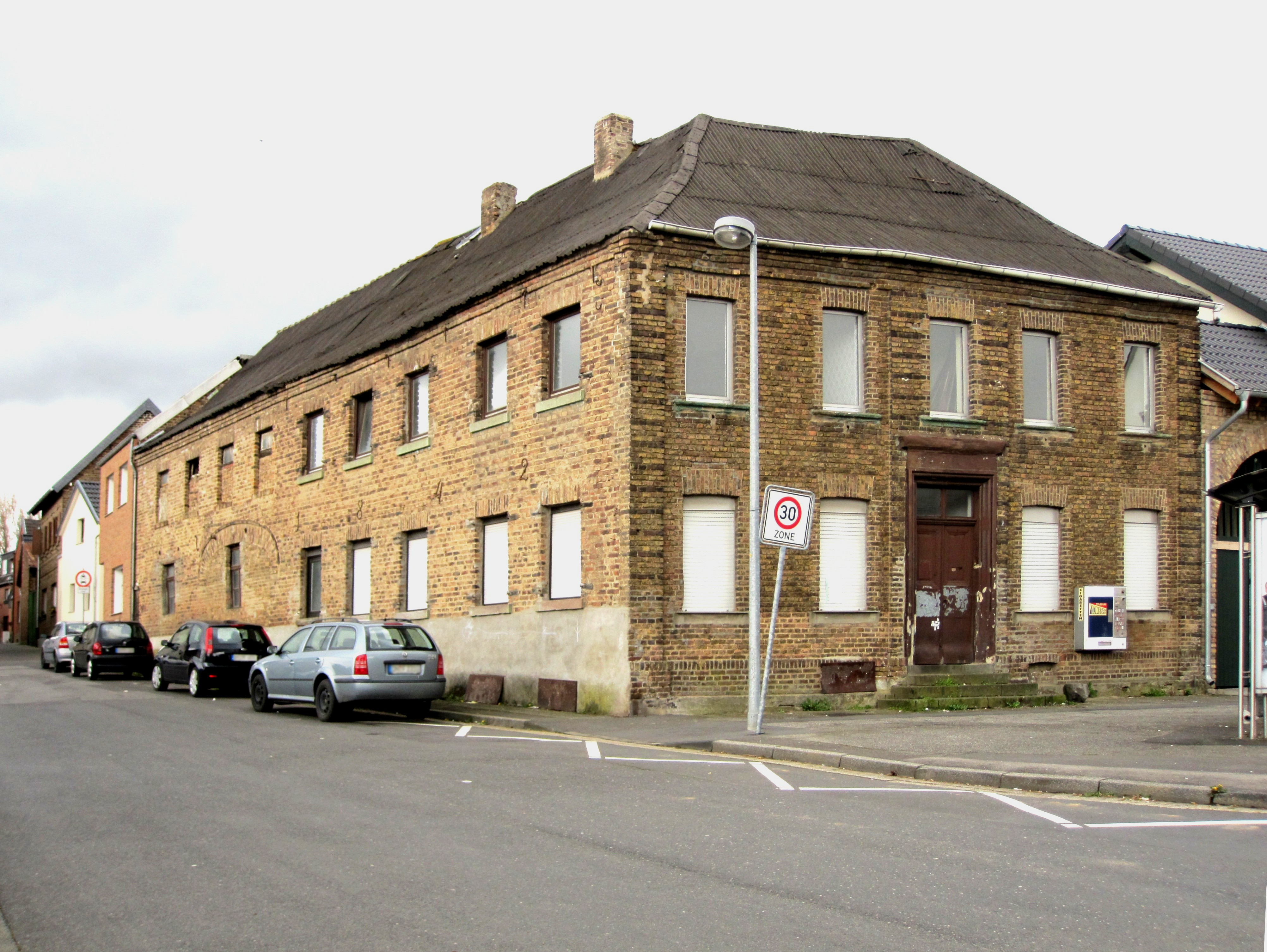
Zustand des Gebäudes vor der Sanierung (2012)
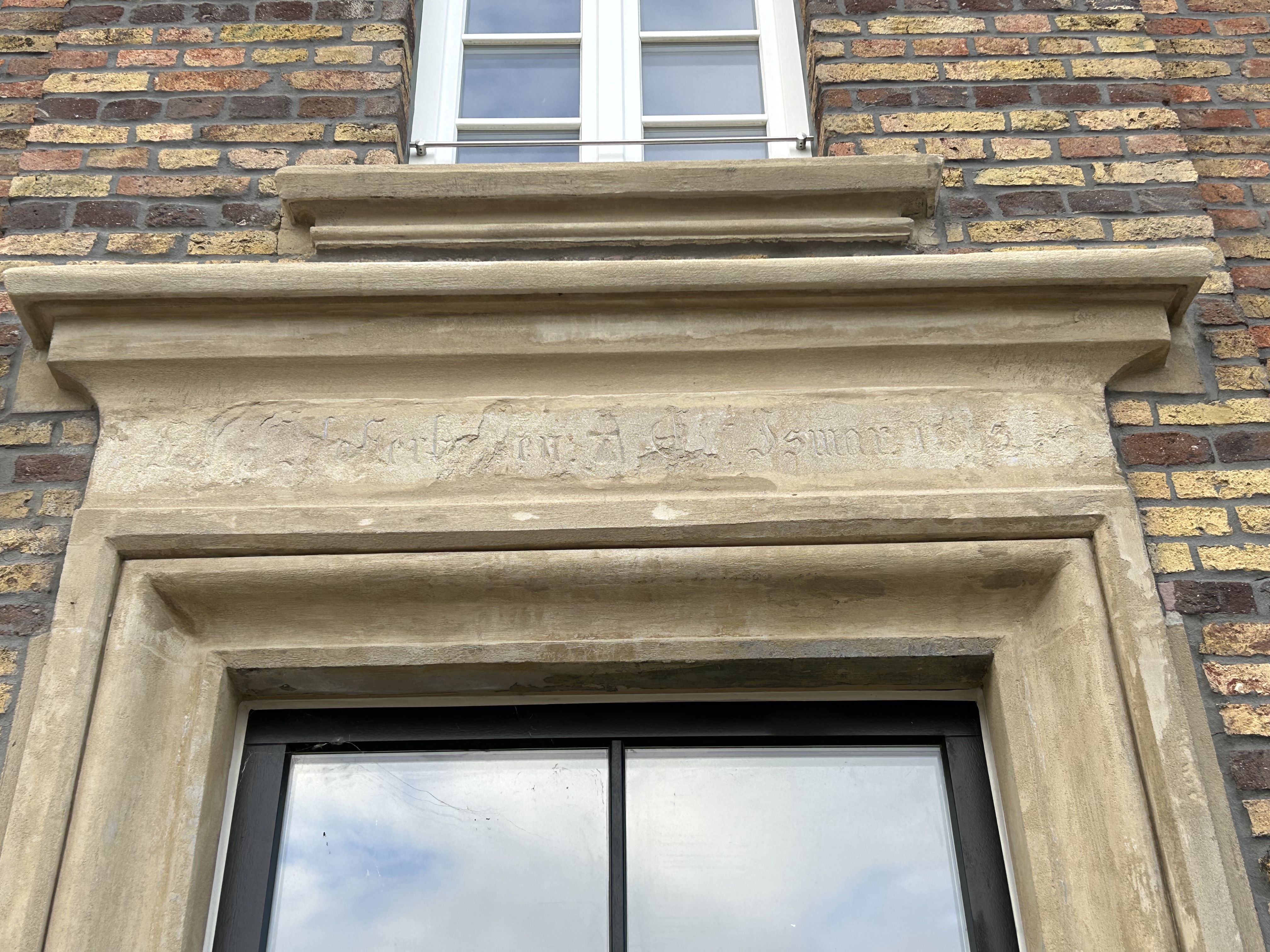
Inschrift über der Eingangstür, 2024
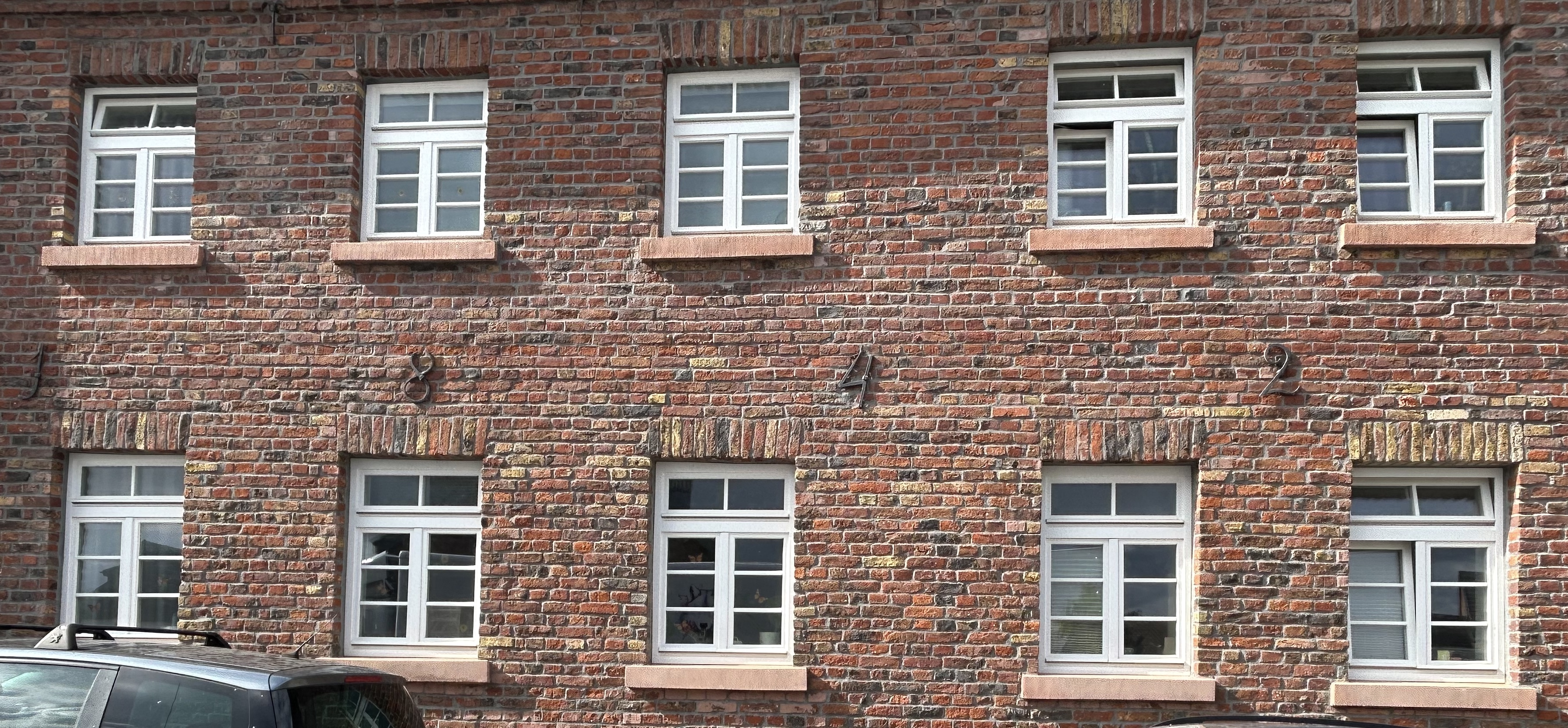
Ankerzahlen an der Seitenwand, 2024
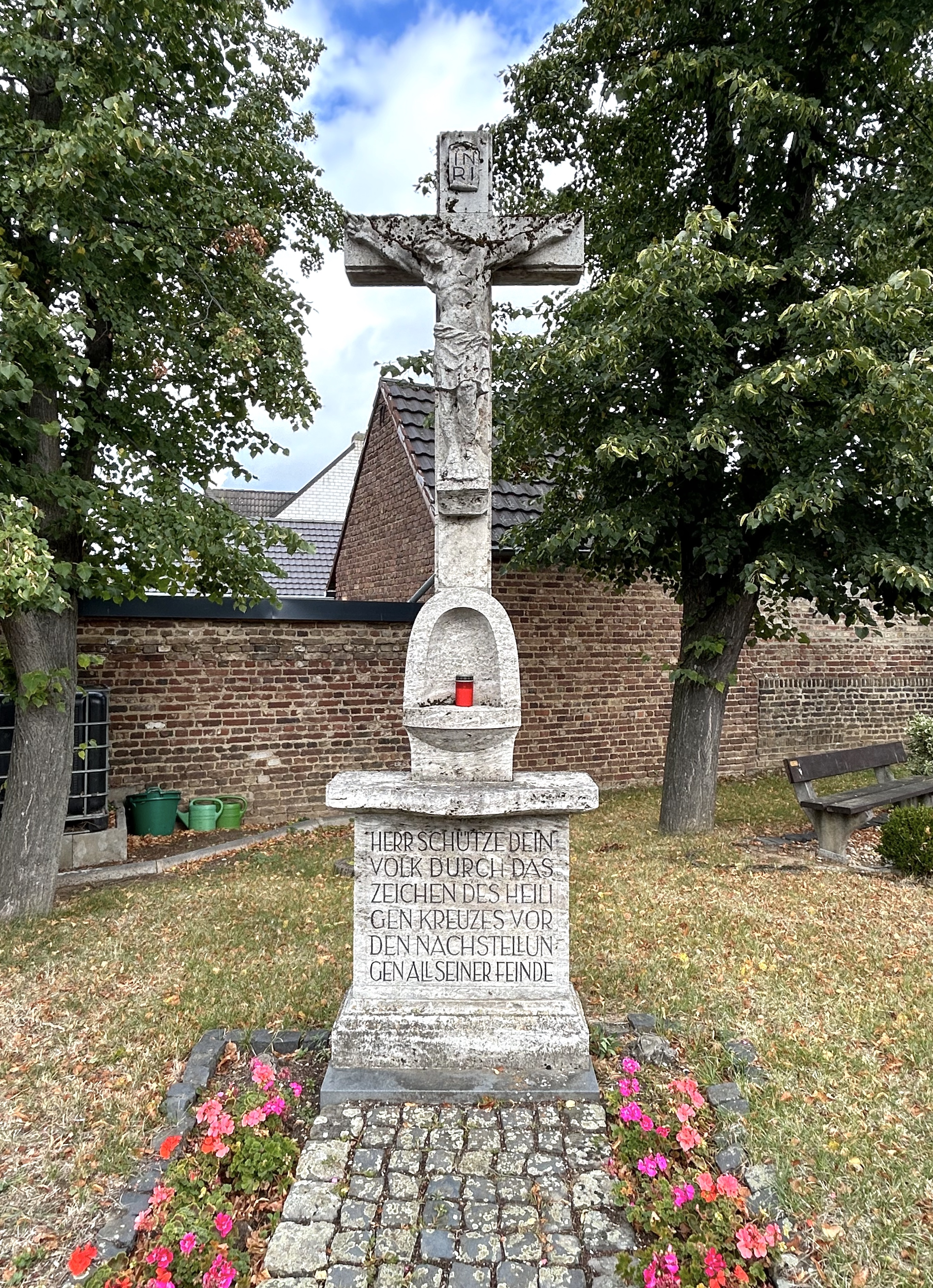
Wegekreuz gegenüber der Luxemburger Straße 9
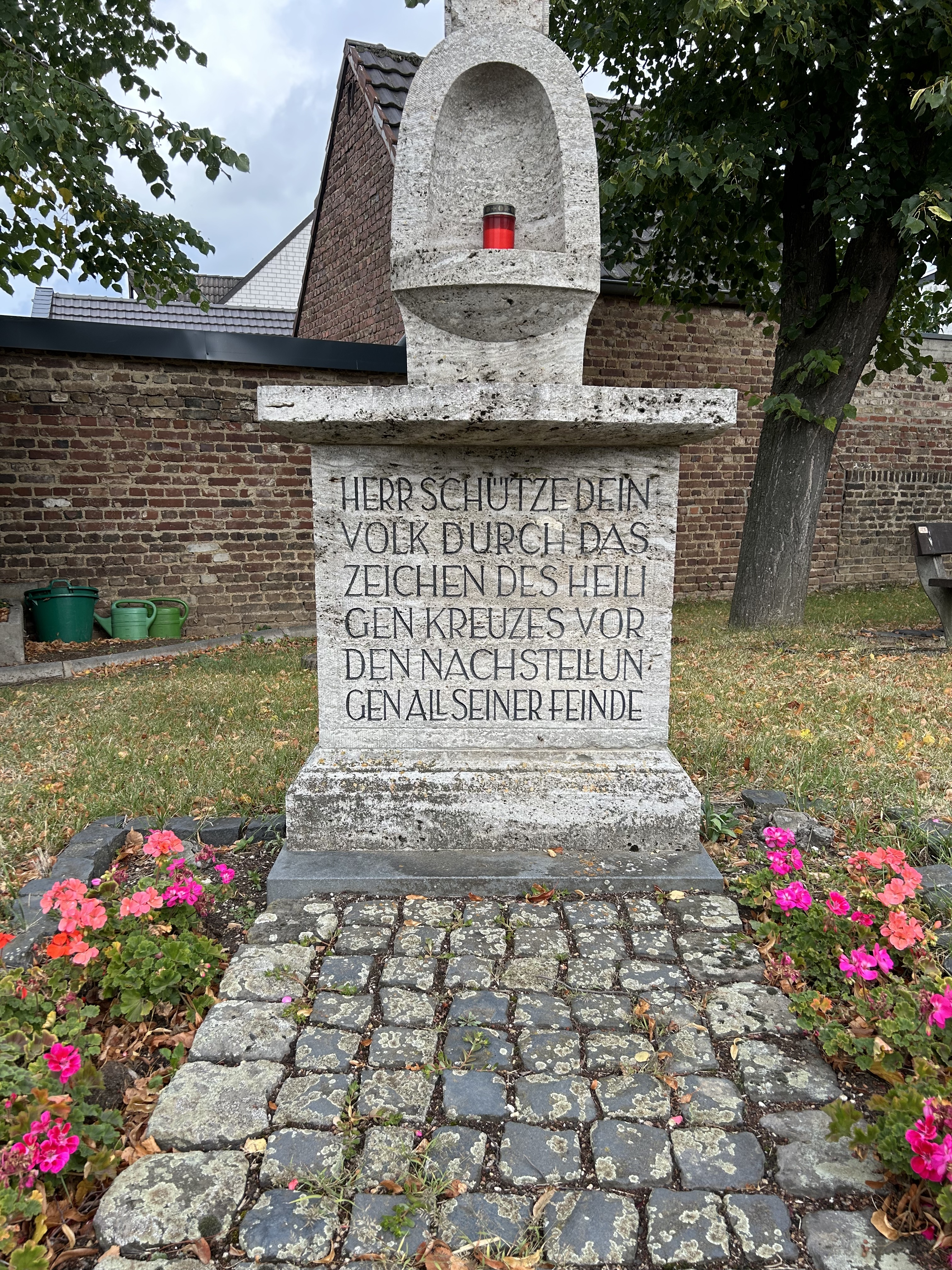
Wegekreuz, Beschriftung

Nachdem das Haupthaus einige Jahre unbewohnt und ungenutzt war, verfiel es zunehmend. Anfang der 2020er-Jahre wurde es von seinem aktuellen Besitzer erworben, der es aufwändig neu aufbaute. Dabei wurde die über Eck führende Fassade erhalten und entsprechend den Denkmalschutzvorgaben saniert, während der rückwärtige Teil komplett neu aufgebaut wurde. Auch das an vielen Stellen eingefallene und undichte Dach wurde entfernt und durch ein neues ersetzt, das dem Original in Form und Größe exakt nachgebaut wurde. Seit Anfang 2024 wird das Haus wieder als Wohngebäude genutzt, wobei drei hintereinanderliegende Wohnungen als Reihenhäuser über je drei Etagen mit einer Gesamtwohnfläche von 470 Quadratmetern geschaffen wurden.
Das Wohnhaus des Abelshofs wurde am 14. April 1993 unter der Nr. 180 in die Denkmalliste der Stadt Erftstadt eingetragen.

## Belege
1. 1 2 3 4 5  Gustav Abels: Der Hof Abels, nach mündlicher Überlieferung. (aufgezeichnet von Margret Jüssen) In: Manfred Faust, Arbeitskreis zur Erper Dorfgeschichte der Volkshochschule Erftstadt in Zusammenarbeit mit der Katholischen Landvolkbewegung Erp: Erinnerungen an das alte Erp: Erper Bürgerinnen und Bürger berichten., Erp 1995. S. 24–25.
2. 1 2 3 4 5 6  Horst Komuth: Investor aus Hürth baut Abelshof in Erftstadt neu auf. Kölner Stadt-Anzeiger, 19. Mai 2022; abgerufen am 5. Juli 2024.
3. ↑  Rainer Strätz: Erp in alten Ansichten - Band 2. Zaltbommel, Europäische Bibliothek 1996, ISBN 978-90-288-6292-0; Tafel 9.